# Hapi
 Der er for få eller ingen kildehenvisninger i denne artikel, hvilket er et problem. Du kan hjælpe ved at angive troværdige kilder til de påstande, som fremføres i artiklen.

| H | a · p · y |

| N36 |

| H | a · p · y |

| N36 |

Hapi er nilguden i den egyptiske mytologi og sattes i forbindelse med den årlige oversvømmelse af Nilens bredder. Han er også en af guden Horus's fire sønner. I sin funktion som nilgud blev han vist som en tyk mand med bryster og sparsomt påklædt i et snoreskørt. Hans udseende symboliserede den frugtbarhed som vandet bragte med sig. Som en af Horus' sønner vogtede han, sammen med sine brødre, kanopekrukkerne. Brødrene havde også en anden vigtig opgave. Når en ny farao kom på tronen, forvandlede de sig til gæs og fløj ud til de fire verdenshjørner for at melde hans kroning.
| Mytologi | Spire Denne artikel om mytologi er en spire som bør udbygges. Du er velkommen til at hjælpe Wikipedia ved at udvide den. |